# تكنولوجيا العوائق
تُكنولوجيا العَوائق هي وَسيلة لِضمان أن مُسببات الأمراض في المُنتجاتِ الغذائية يُمكن أن تُقصى أو يتم التحكم بها.هذا يَعني أَن المُنتجات الغذائية ستكون آمِنة للإستهلاك، وأن فترة صلاحيتهم سَتزيد. فتكنولوجيا العوائق تعمل عن طريق دمج أكثر من طريقةٍ.
تِلك الطُرق  تكون فِكرتها كَفكرة «العائق» حَيثُ أَن على مُسببات الأمراض اجتيازها لتبقى نَشطِة داخل الطعام. فالدمجُ الصحيح يُمكن أن يَضمن أَن كُل مُسببات الأمراض قدْ تَم إقصاؤها أوأصبحت غير مؤذية في المُنتج النهائي.
تكنولوجيا العوائق تم تعريفها على يدِ «لايستنر» (2000) كدمج ذكي للعقبات حيثُ يَضمن الأمان والإتزان الميكروبي بالإضافةِ إلى الجودة الغذائية والجودة الاقتصادية للمُنتجات الغذائية. تَعود الجَودة الحِسية للطعامِ إلى خصائصها الحسية كالمظهر، المذاق، الرائحة والملمس.
ومِن أمثلة العَوائق في النظامِ الغذائي، الحرارة العالية أثناء التحضير، والحرارة المنخفضة أثناء التخزين، وزيادة الحموضة، خفض النشاط المائي أو إحتمالية الأكسدة، أو زيادة المواد الحافظة.
بِحسبِ نوع مُسبب المَرض ومدى خطورته، يَتم التَحكم في قوةِ العقباتِ بشكلٍ فردي لِتلبية تفضيلات المُستهلِك بطريقةٍ اقتصاديةٍ، دون المساس بسلامةِ المُنتَج.

## العوائق
كل عائقة تهدِف إلي القَضاءِ على الكائناتِ الدقيقةِ الغيرِ مرغوبٍ فيها أو تعْطِيلها أوعَلى الأقل كبح نشاطها. فملحُ الطعامِ أو الأحماضِ العضوية يُمكن أن يُستخدموا كعوائق للتحكم في الميكروبات التي توجد الطعام.
العديدُ من مُضاداتِ الميكروباتِ الطبيعية مثل النيسين، النتامايسين والمبيدات الجرثومية الأخرى، والزيوت العطرية المُستخلصة من الروزماري أو الزعتر، يُمكن أن تَفيدَ أيضًا بِشكلٍ جيدٍ.
| العامل                 | الرمز | تطبيق                               |
| ---------------------- | ----- | ----------------------------------- |
| حرارة مرتفعة           | F     | التسخين                             |
| حرارة منخفضة           | T     | تبريد، تجميد                        |
| خفض نشاط المياة        | aw    | التجفيف، المعالجة، التسكير          |
| زيادة الحموضة          | pH    | إضافة أو خلق الحمضيات               |
| تقليل إحتمالية الأكسدة | Eh    | إزالة الأكسجين أو إضافة فيتامين سي  |
| الحافظات الحيوية       |       | نباتات تنافسية مثل التخمر الميكروبي |
| حافظات اخرى            |       | سوربات، كبريتات، نيتريت             |

 عادةً؛ فإن مُنتجات المأكولات البحرية المخمرة الشَائِعة في اليابانِ، تُقدم مِثالًا نَمُوذجيًا لِتكنولوجيا العوائق. فتخمرالسُوشي يمثل نوع من العوائق التي تُساعد على نمو البكتريا المَرغوب فيها، وتمنع نموِ مُسببات الأمراض.حيث ان العوائق المهمة في أولى مراحل التخمر هُما الملح والخل.اما السمك النيء فيتم معالجته في ملح «20-30%، W/W» لمدة شهر قبل أن يتم تحليته وتخليله في الخل.يتسبب نمو بكتيريا ،حمض اللاكتيك أثناء التخمير، في إنتاج أحماض من أيض السكريات المضافة والأرز، والناتج يكون عقبة "pH" هامة في السيطرة على نمو«مطئية و شيقية».
| أنواع العوائق | مثال |
| ------------- | --- |
| ماديًا         | التعبئة النظيفة، طاقة كهرومغناطيسية «ميكروويف، موجة تردد الراديو، المجال المغنطيسي النبضي، مجال كهرباء عالية»، حرارة مرتفعة «السلق، البسترة، التعقيم، التبخر، البثق، الخبز، القلي»، إشاعات أيونية، حرارة منخفضة «تبريد، تجميد»، وسائط معدلة، أفلام التغليف «يتضمن التغليف النشط، الطلائات القابلة للأكل»، التعطيل الضوئي، ضغط مرتفع جدا، الأمواج الفوق صوتية، الإشعاعات الفوق بنفسجية. |
| فزيائيًا       | ثاني أكسيد الكربون، إثانول،حمض اللاكتيك، لاكتو بيروكسيديز، نسبة حموضة منخفضة، خفض سرعة الترسيب، خفض نشاط المياة، منتجات تفاعلات ميلارد، أحماض عضوية، أكسجين، أوزون، فينول، فوسفات، ملح، تدخين، نترات الصوديوم، كبريتات الصوديوم أوالبوتاسيوم، التوابل أوالأعشاب، عوامل المعالجة السطحية.                                                                                               |
| ميكروبيًا      | المضادات الحيوية، مضادات البكتيريا، النباتات التنافسية، ثقافات الحفظ. |

## التأثيرات التآزرية
يُمكن أنْ يَكونَ هُناك تأثيراتٍ  تأزريةٍ كبيرةٍ بينَ العوائق. فمثلًا، ،البكتيريا موجبة الجرام، تحتوي على بعض أهمِ البكتيريا المُسببة للتلف مثل «مطثية»، «عصوية» و«لستيريا».
فيَحدث تَحسن تآزري إذا تَم استخدام النيسين ضد إحدى تلك البكتيريا مع مضادات الاكسدة، أحماض عضوية أومضادات ميكروبات أخرى.
تفاعل العوائق المضادة للميكروبات بطريقة صحيحة معًا، يقلل احتياجنا لاستخدام العوائق الأخرى، وطبعًا، يكون الطعام المنتَج يتميز بصفات حسية ممتازة.